# Sundar Pichai
Sundar Pichai (Pichai Sundararajan), là một doanh nhân người Mỹ gốc Ấn Độ, hiện đang là Tổng giám đốc của Google Inc. Trước đây anh là giám đốc sản phẩm tại Google, anh đảm nhận chức CEO của Google vào ngày 10 tháng 8 năm 2015, một phần của việc tái cấu trúc công ty thành lập Alphabet Inc. Công ty mẹ của Google. Anh nắm lấy chức vụ sau khi hoàn thành quá trình tái cấu trúc vào ngày 02 tháng 10 năm 2015.

## Thuở thiếu thời
Pichai sinh ra tại Madras (hiện tại là Chennai), Tamil Nadu, Ấn Độ vào năm 1972. Bố của anh, ông Regunatha Pichai, là một kỹ sư điện lâu năm cho tập đoàn Anh Quốc General Electric Company (GEC) và điều hành một nhà máy sản xuất thiết bị điện.
Sundar lớn lên trong một căn hộ hai phòng ở 46th Street, 7th Avenue, tại Ashok Nagar, Madras.
Pichai hoàn thành khóa X tại Trường Trung học Jawahar Vidyalaya, Chennai và hoàn thành khóa XII tại Vana Vani school ở IIT campus, Chennai. Pichai nhận bằng Indian Institute of Technology Kharagpur (IIT KGP) tại Metallurgical Engineering. Những giáo viên của anh tại IIT khuyên anh theo đuổi PhD tại Đại học Stanford, nhưng thay vào đó anh đã quyết định theo đuổi MS và bằng MBA. Anh nhận bằng MS từ Stanford University về Khoa học Vật Liệu và Kĩ thuật và một bằng MBA từ Wharton School of the University of Pennsylvania, nơi anh nhận Siebel Scholar và Palmer Scholar.

## Sự nghiệp
Pichai làm về kỹ thuật và quản lý sản phẩm tại Applied Materials và tư vấn quản lý tại McKinsey & Company.

### Google

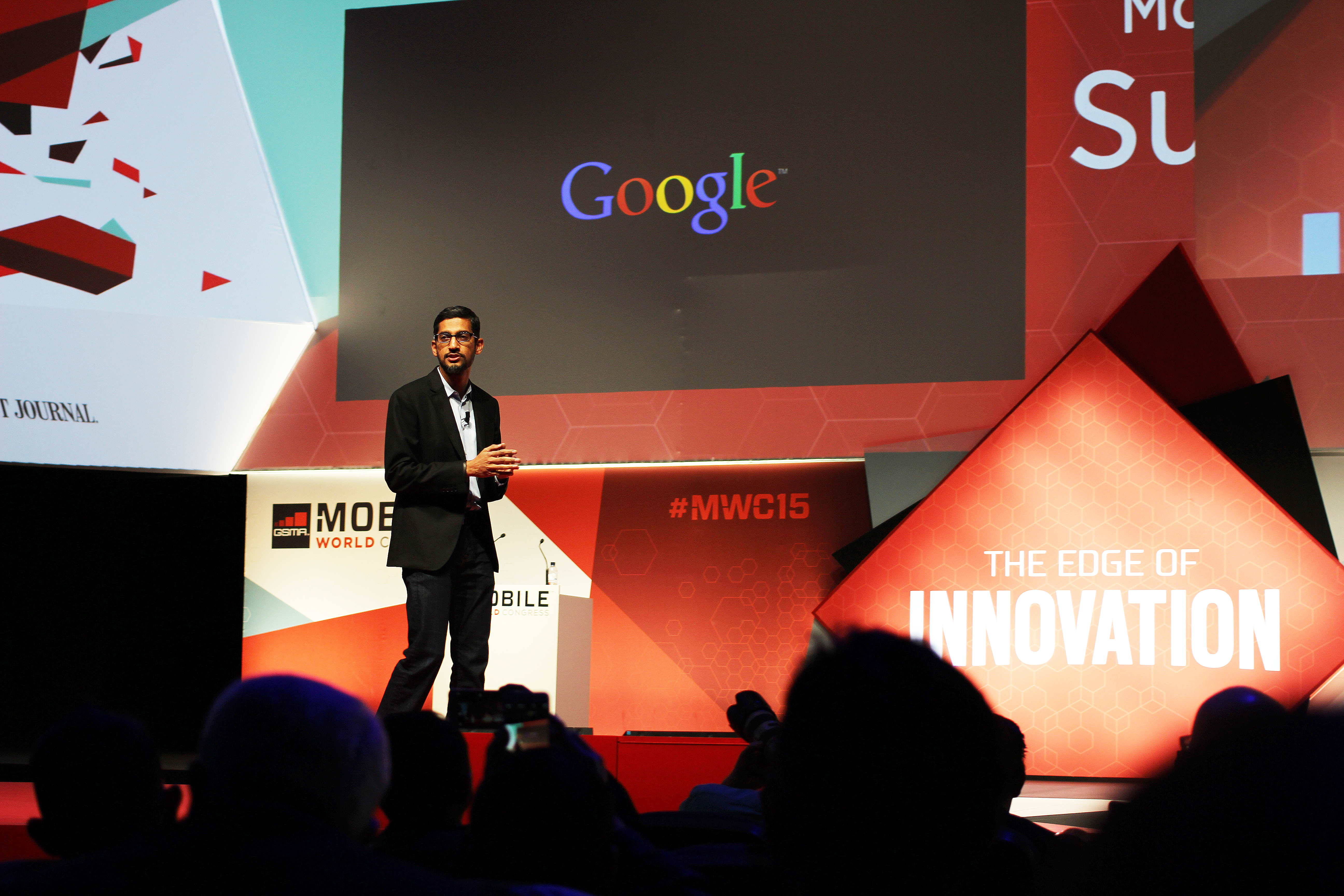
Pichai phát biểu tại hội nghị Mobile World Congress 2015 Barcelona, Spain

Pichai gia nhập Google vào năm 2004, nơi anh đứng đầu về quản lý sản phẩm và nỗ lực đổi mới cho bộ sản phẩm của Google, bao gồm Google Chrome và Chrome OS, cũng như đảm nhận trách nhiệm lớn lao về Google Drive. Anh quản lý sự phát triển của nhiều ứng dụng như Gmail và Google Maps. Vào 19 tháng 11 năm 2009, Pichai đã trình diễn Chrome OS và Chromebook được giới thiệu và ra mắt thử nghiệm vào năm 2011, sau đó ra mắt chính thức vào 2012. Vào 20 tháng 5 năm 2010, anh công bố mã nguồn mở của bộ mã hóa video mới VP8 của Google, và giới thiệu định dạng video mới WebM.
Ngày 13 tháng 3 năm 2013, Pichai thêm Android vào danh sách sản phẩm Google mà anh quản lý. Android ban đầu được quản lý bởi Andy Rubin. Anh được đồn đại là một trong những địch thủ cho vị trí CEO Microsoft vào 2014.
Anh là người điều hành Jive Software từ tháng 4 năm 2011 đến 30 tháng 7 năm 2013.
Pichai đảm nhận chức vụ CEO vào ngày 10 tháng 8 năm 2015 trong khi trước được bổ nhiệm chức Giám đốc Sản Phẩm bởi CEO lúc đó Larry Page vào 24 tháng 10 năm 2014. Anh đã bước lên một vị trí mới trong khuôn khổ hoàn tất việc lập nên Alphabet Inc., công ty Cổ phần mới cho hệ thống công ty Google.
Vào tháng 8 năm 2017, Pichai đã sa thải một nhân viên Google, người đã viết một bản tuyên ngôn dài mười trang để chỉ trích các chính sách đa dạng của công ty và cho rằng "phân phối sở thích và khả năng của nam giới và phụ nữ khác nhau một phần do nguyên nhân sinh học và... những khác biệt này  có thể giải thích lý do tại sao chúng ta không thấy sự đại diện bình đẳng của phụ nữ trong lĩnh vực công nghệ và lãnh đạo". Lưu ý rằng bản tuyên ngôn nêu ra một số vấn đề còn tranh cãi, Pichai đề cập đến trong một bản ghi nhớ với các nhân viên Google rằng "đề nghị một nhóm đồng nghiệp của chúng tôi có những đặc điểm khiến họ không phù hợp về mặt sinh học với công việc đó là xúc phạm và không ổn".
Vào tháng 12 năm 2017, Pichai trở thành một diễn giả tại Hội nghị Internet thế giới ở Trung Quốc, nơi ông tuyên bố rằng "Rất nhiều công việc Google làm là giúp đỡ các công ty Trung Quốc, Có rất nhiều doanh nghiệp vừa và nhỏ ở Trung Quốc tận dụng Google để đưa sản phẩm của họ đến nhiều quốc gia khác ngoài Trung Quốc. "

## Đời sống cá nhân
Pichai đã cưới Anjali Haryani, một sinh viên kỹ thuật hóa học và bạn học của anh tại IIT Kharagpur, họ đã có hai con.